# COROT-1
COROT-1 es una estrella enana amarilla en la secuencia principal similar a nuestro Sol. La estrella se localiza aproximadamente a 1560 años luz en la constelación de Monoceros. La magnitud aparente de esta estrella es 13.6, lo cual significa que no visible a simple vista; sin embargo, puede ser vista a través de telescopios amateur de tamaño medio o en una noche oscura de cielo claro. El primer exoplaneta descubierto en el curso de la misión COROT orbita esta estrella; se llama COROT-1b se le considera un "Júpiter caliente," y es tan masivo como Júpiter en sí mismo.